# Yael Melamede
Yael Melamede, née le 21 février 1968, est une productrice et réalisatrice américano-israélienne.  

## Biographie
Yael Melamede travaille comme productrice sur des films de fiction et des documentaires primés dans le monde entier. Elle collabore avec des cinéastes influents tels que Paul Schrader, Wayne Wang et Paul Auster, pour n'en nommer que quelques-uns. Le premier film documentaire qu'elle produit intitulé My Architect est nommé pour un Oscar en 2003.  
En 2013, elle devient co-productrice du court métrage Inocente réalisé par Sean Fine et Andrea Nix, qui remporte l’Oscar du meilleur court métrage documentaire. Elle est l'une des cofondatrices de la société de production indépendante Salty Features, basée à New York. 
En 2015, elle sort son premier long métrage documentaire comme réalisatrice (Dis)Honesty: The Truth About Lies (en). Ce film, salué par la critique, interroge les raisons pour lesquelles les gens mentent,,.